# Іглиця звичайна
Іглиця звичайна (Syngnathus acus) — вид риб родини іглицевих (Syngnathidae), ряду Іглицеподібні (Syngnathiformes).

## Характеристика

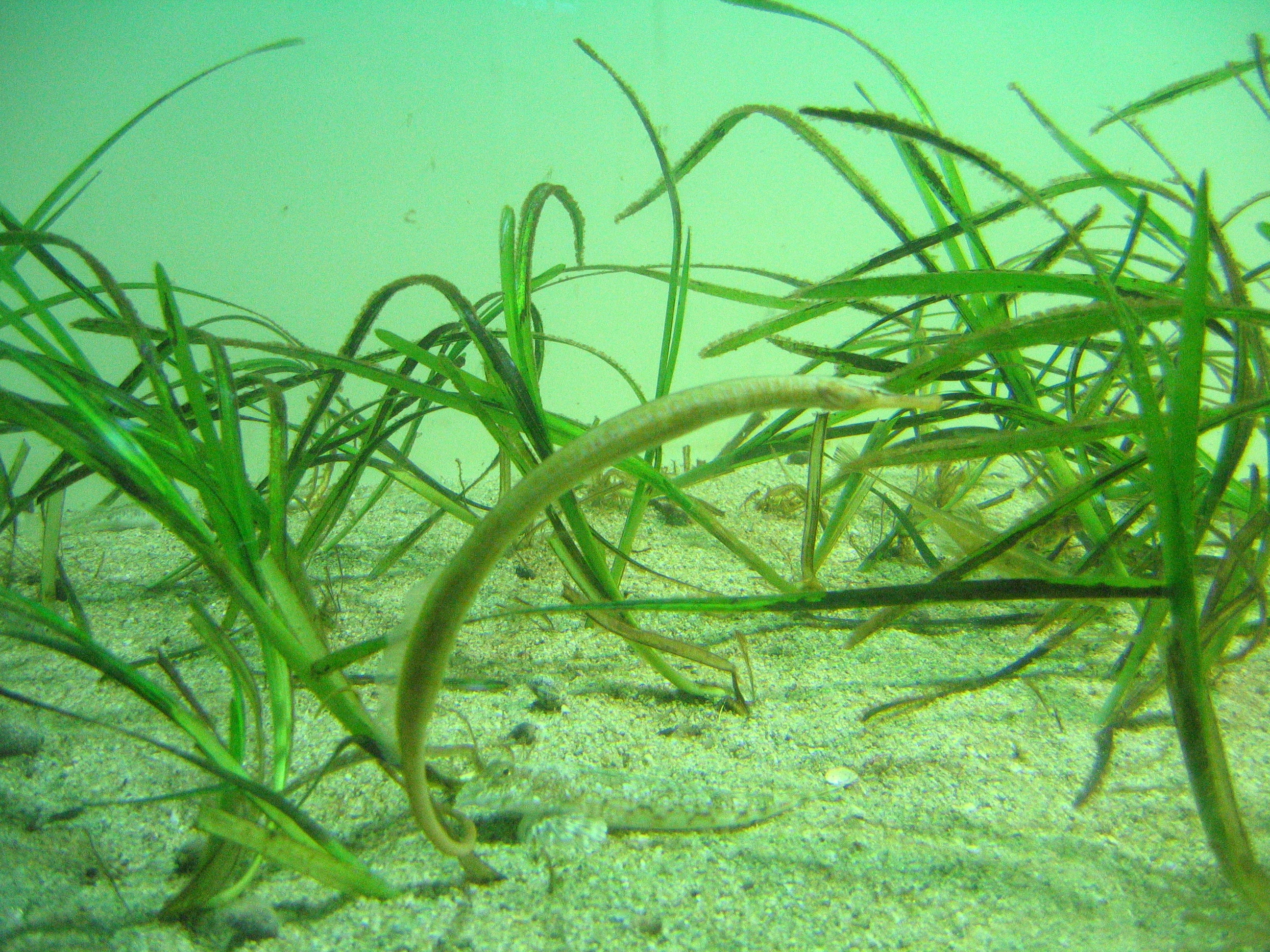
Іглиця звичайна серед заростей камки (Zostera sp.)

Риба має продовжене сегментоване тіло, яке може досягати довжини близько 35 см. Забарвлення варіює від коричневого до зеленого, з широкими світлими та темними смужками.

## Ареал
Поширений у східній частині Атлантичного океану від узбережжя Норвегії, Британських островів, вздовж узбережжя Західної Сахари, Сенегалу, Намібії до мису Доброї Надії у Південній Африці, також у Індійському океані, Середземному, Егейському та Чорному морях.